# Sognefogedgården
Sognefogedgården, også kendt som Museet Sognefogedgården i Frederikshavn er en gammel parallelgård fra 1400-tallet, der med sikkerhed kan dateres tilbage til 1713. Den var oprindelig en fæstegård under Knivholt Hovedgård, og en af de få rester af det gamle Vester-Flade i det der før udgjorde Fladstrand.
Jorden under stuehuset er aldrig blevet dyrket, og det menes derfor at gården, med stor sandsynlighed, godt kan have eksisteret helt tilbage i middelalderen.
Museet er det eneste sted i Frederikshavn, hvor kan se hvordan befolkningen i området boede omkring 1900-1940. Det er drevet af frivillige på en levende og autentisk måde.
Gårdens sidste ejer var Peter Munk, som døde i 1990 uden at blive gift og uden arvinger.
Gården står som da Peter Munk ejede den. Et besøg værd, hvor man får et indblik i livet i området i starten af 1900-tallet.
Her fortælles ved guidede rundvisninger sjove anekdoter om gårdens sidste ejer som var millionær. Museet giver de besøgende en oplevelse af, at dem som boede her, lige er gået en tur. Her fortælles den almindelige frederikshavners historie.
På gårdspladsen kan man sidde og nyde sin medbragte mad eller kaffe, alt imens høns og ænder render rundt om bordene. Det er ganske gratis at sidde på gårdspladsen, og opleve det hyggelige gårdmiljø, som emmer af historie og idyl.